# Copa do Mundo FIFA Sub-17 de 2019
A Copa do Mundo FIFA Sub-17 de 2019 foi a décima oitava edição da competição organizada pela Federação Internacional de Futebol (FIFA). Foi disputada no Brasil entre os dias 26 de outubro a 17 de novembro.
O evento iria se realizar no Peru entre 5 e 27 de outubro, o que seria a segunda vez que o país receberia o torneio da categoria desde 2005. No entanto em 22 de fevereiro de 2019 a Federação Peruana de Futebol anunciou sua desistência em sediar a competição por não conseguir cumprir com todos os requisitos exigidos pela FIFA. O conselho da FIFA anunciou em 15 de março de 2019 o Brasil como substituto, marcando a primeira vez que o país recebeu uma edição da categoria.
A Inglaterra era a atual campeã da categoria, mas não se classificou para defender o título. Na final, o Brasil derrotou o México por 2–1 e conquistou o título pela quarta vez, o primeiro desde 2003.

## Candidatura
O processo de candidatura para sediar a Copa do Mundo Sub-20 da FIFA 2019 e a Copa do Mundo Sub-17 de 2019 foi lançado pela FIFA em junho de 2017. Abaixo estão os dois únicos países a apresentarem a sua candidatura para o mundial sub-17:
- Peru[7]
- Ruanda[8] (retirada)

Em 8 de março de 2018, Ruanda anunciou a retirada de sua candidatura devido a diversas falhas em seu projeto e a insuficiência de fundos para a execução do mesmo. Com isso a FIFA acabou proclamando a candidatura peruana como vencedora em 18 de março de 2018, durante um encontro executivo da entidade em Bogotá, na Colômbia.
Com a desistência do Peru em 22 de fevereiro de 2019, a FIFA anunciou a transferência do torneio para um novo país sede. No mesmo dia, a secretária-geral da FIFA, a senegalesa Fatma Samoura enviou uma carta para a Confederação Brasileira de Futebol para checar se o país teria interesse em sediar a competição, sendo prontamente aceito. A Confederação Sul-Americana de Futebol também reforçou a ideia, já que o país estava na fase final de preparação para a Copa América de 2019, que foi disputada entre 14 de junho a 7 de julho do mesmo ano. A indicação do Brasil se refletiu no fato do país ser o único em condições para sediar o evento de última hora. A nova sede foi confirmada no conselho da FIFA em 15 de março de 2019.

## Qualificação
Um total de 24 equipes participaram do torneio final. Além do país sede, que se qualificou automaticamente, outras 23 equipes se classificaram em seis competições continentais separadas.
| Confederação                                  | Torneio qualificatório                  | Classificado(s)                             |
| --------------------------------------------- | --------------------------------------- | ------------------------------------------- |
| AFC (Ásia)                                    | Campeonato Asiático Sub-16 de 2018      | Japão Tajiquistão Coreia do Sul Austrália   |
| CAF (África)                                  | Campeonato Africano Sub-17 de 2019      | Camarões Angola Nigéria Senegal[a]          |
| CONCACAF (América do Norte, Central e Caribe) | Campeonato da CONCACAF Sub-17 de 2019   | México Estados Unidos Haiti Canadá          |
| CONMEBOL (América do Sul)                     | Campeonato Sul-Americano Sub-17 de 2019 | Argentina Chile Paraguai Equador            |
| OFC (Oceania)                                 | Campeonato Sub-16 da OFC de 2018        | Nova Zelândia Ilhas Salomão[b]              |
| UEFA (Europa)                                 | Campeonato Europeu Sub-17 de 2019       | Países Baixos Itália França Espanha Hungria |
| Anfitrião                                     | Anfitrião                               | Brasil                                      |

## Sedes

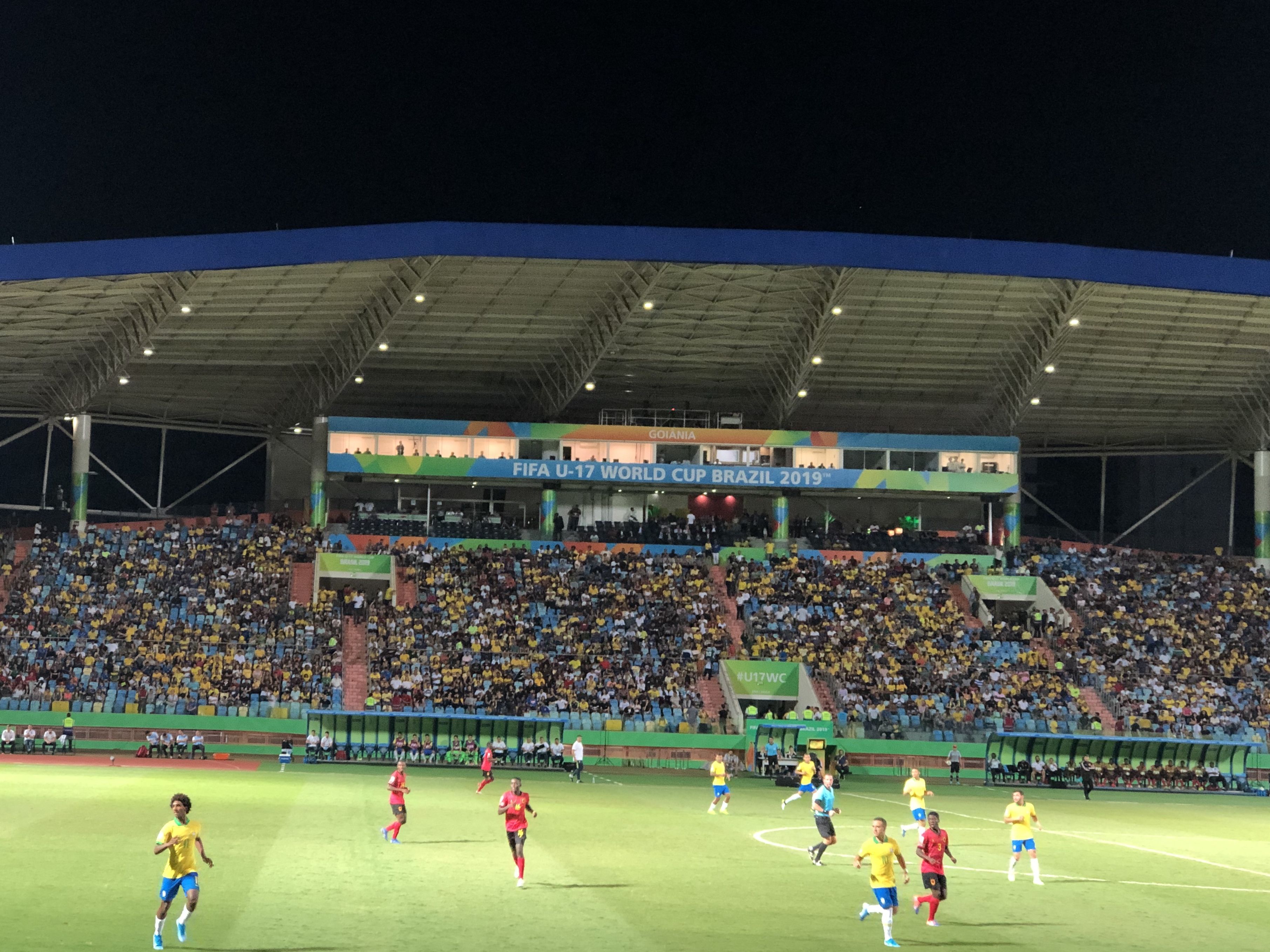
Partida entre Brasil e Angola pela fase de grupos no Estádio Olímpico Pedro Ludovico Teixeira, em Goiânia.

Lima, Piura, Tacna e Trujillo foram indicados pela Federação Peruana de Futebol para sediar originalmente o torneio. Chiclayo, Ica, Tarapoto e Chimbote também seriam sedes, mas, diante da desistência peruana e da designação do Brasil como país sede, se iniciou uma corrida sobre novos cenários para abrigar a competição de base.
A CBF e a FIFA pretendiam que o torneio fosse realizado em uma única região do país, podendo privilegiar estádios em regiões mais distantes do eixo Rio-São Paulo. Com isso, cidades do Centro-Oeste, Norte e Nordeste manifestaram formalmente o interesse em receber o evento, entre elas: Brasília, Cuiabá, Manaus, Natal, e Recife. Em 3 de junho de 2019, o Comitê Organizador Local divulgou que as cidades sedes da competição seriam Cariacica, Gama e Goiânia.
A escolha do Espírito Santo, Goiás e o Distrito Federal foi uma opção estratégica encontrada para fortalecer o futebol nesses estados que não contam com times na elite do futebol brasileiro, com exceção de Goiás, que é representado pelo Goiás Esporte Clube na Série A. Além disso, ao aceitar receber a competição, a CBF solicitou a não utilização de estádios usados pelos times nos campeonatos nacionais, cabendo aos organizadores a escolha de espaços alternativos.
A principal sede do evento foi o Estádio Bezerrão, no Gama, sendo o palco da abertura e final. O Estádio Kleber Andrade, em Cariacica, e os estádios Olímpico e da Serrinha, em Goiânia, completaram as sedes do torneio. Inicialmente o Estádio Mané Garrincha, em Brasília, foi anunciado como uma das sedes, mas acabou descartado.
| Estádio Bezerrão   | Estádio Kleber Andrade |
| Capacidade: 20 310 | Capacidade: 21 000     |
|                    |                        |
| Goiânia            |                        |
| Estádio Olímpico   | Estádio da Serrinha    |
| Capacidade: 13 500 | Capacidade: 9 900      |
|                    |                        |

## Arbitragem
Esta é a lista de árbitros e assistentes que atuaram no torneio:
| Confederação | Árbitros                | Assistentes                                                  | Árbitros de vídeo | Árbitros reservas                      |
| ------------ | ----------------------- | ------------------------------------------------------------ | --- | -------------------------------------- |
| AFC          | QAT Khamis Al-Marri     | QAT Mohammad Dharman QAT Ramzan Al-Naemi                     | UAE Yaqoub Al-Hammadi QAT Abdulla Ali Al-Marri JPN Hiroyuki Kimura                                                                                             | KOR Ko Hyung-jin                       |
| AFC          | AUS Chris Beath         | AUS Anton Shchetinin AUS Ashley Beecham                      | UAE Yaqoub Al-Hammadi QAT Abdulla Ali Al-Marri JPN Hiroyuki Kimura                                                                                             | KOR Ko Hyung-jin                       |
| AFC          | CHN Ma Ning             | CHN Xiang Shi CHN Yi Cao                                     | UAE Yaqoub Al-Hammadi QAT Abdulla Ali Al-Marri JPN Hiroyuki Kimura                                                                                             | KOR Ko Hyung-jin                       |
| CAF          | RSA Victor Gomes        | LES Souru Phatsoane MAD Lionel Hasinjarasoa Andrianantenaina | | KEN Peter Waweru                       |
| CAF          | MAR Redouane Jiyed      | MAR Lahcen Azgaou MAR Mustaph Akerkad                        | | KEN Peter Waweru                       |
| CAF          | EGY Omar Mohammed Amin  | LBY Attia Amsaeed SUD Abdallah Ibrahim Mohammed              | | KEN Peter Waweru                       |
| CONCACAF     | SLV Iván Barton         | SLV David Morán SUR Zachari Zeegelaar                        | MEX Quetzalli Alvarado CAN Drew Fischer USA Armando Villarreal                                                                                                 | CRC Juan Gabriel Calderón              |
| CONCACAF     | GUA Mario Escobar       | GUA Humberto Panjoj JAM Nicholas Andersson                   | MEX Quetzalli Alvarado CAN Drew Fischer USA Armando Villarreal                                                                                                 | CRC Juan Gabriel Calderón              |
| CONCACAF     | MEX Adonai Escobedo     | CRC William Arrieta CAN Micheal Barwegen                     | MEX Quetzalli Alvarado CAN Drew Fischer USA Armando Villarreal                                                                                                 | CRC Juan Gabriel Calderón              |
| CONMEBOL     | PAR Mario Díaz de Vivar | PAR Milcíades Saldívar PAR Roberto Cañete                    | ARG Germán Delfino COL Nicolás Gallo CHI Piero Maza BRA Bráulio Machado                                                                                        | BRA Edina Alves Batista BOL Ivo Méndez |
| CONMEBOL     | ECU Guillermo Guerrero  | ECU Juan Macías ECU Ricardo Baren                            | ARG Germán Delfino COL Nicolás Gallo CHI Piero Maza BRA Bráulio Machado                                                                                        | BRA Edina Alves Batista BOL Ivo Méndez |
| CONMEBOL     | PER Diego Haro          | PER Víctor Ráez PER Michael Orué                             | ARG Germán Delfino COL Nicolás Gallo CHI Piero Maza BRA Bráulio Machado                                                                                        | BRA Edina Alves Batista BOL Ivo Méndez |
| CONMEBOL     | COL Andrés Rojas        | COL Dionisio Ruiz COL John Alexander León                    | ARG Germán Delfino COL Nicolás Gallo CHI Piero Maza BRA Bráulio Machado                                                                                        | BRA Edina Alves Batista BOL Ivo Méndez |
| CONMEBOL     | URU Claudia Umpiérrez   | URU Luciana Mascaraña ECU Mónica Amboya                      | ARG Germán Delfino COL Nicolás Gallo CHI Piero Maza BRA Bráulio Machado                                                                                        | BRA Edina Alves Batista BOL Ivo Méndez |
| OFC          | NZL Nick Waldron        | NZL Isaac Trevis VAN Jeremy Garae                            | |                                        |
| UEFA         | SWE Andreas Ekberg      | SWE Mehmet Culum SWE Stefan Hallberg                         | POR Luís Godinho ESP Ricardo de Burgos ITA Marco Di Bello POL Bartosz Frankowski NED Dennis Higler POL Paweł Raczkowski ENG Craig Pawson GER Bibiana Steinhaus |                                        |
| UEFA         | SRB Srđan Jovanović     | SRB Uros Stojković SRB Milan Mihajlović                      | POR Luís Godinho ESP Ricardo de Burgos ITA Marco Di Bello POL Bartosz Frankowski NED Dennis Higler POL Paweł Raczkowski ENG Craig Pawson GER Bibiana Steinhaus |                                        |
| UEFA         | BUL Georgi Kabakov      | BUL Martin Margaritov BUL Diyan Valkov                       | POR Luís Godinho ESP Ricardo de Burgos ITA Marco Di Bello POL Bartosz Frankowski NED Dennis Higler POL Paweł Raczkowski ENG Craig Pawson GER Bibiana Steinhaus |                                        |
| UEFA         | ROU István Kovács       | ROU Vasile Marinescu ROU Mihai Artene                        | POR Luís Godinho ESP Ricardo de Burgos ITA Marco Di Bello POL Bartosz Frankowski NED Dennis Higler POL Paweł Raczkowski ENG Craig Pawson GER Bibiana Steinhaus |                                        |
| UEFA         | LVA Andris Treimanis    | LVA Haralds Gudermanis LVA Aleksejs Spasjonnikovs            | POR Luís Godinho ESP Ricardo de Burgos ITA Marco Di Bello POL Bartosz Frankowski NED Dennis Higler POL Paweł Raczkowski ENG Craig Pawson GER Bibiana Steinhaus |                                        |

## Sorteio
O sorteio foi realizado no dia 11 de julho de 2019 na sede da FIFA em Zurique, na Suíça.
As 24 seleções classificadas foram divididas em quatro potes de acordo com um ranking baseado na performance das últimas cinco edições do mundial sub-17, definido da seguinte maneira:
| Pote 1                                               | Pote 2                                                                | Pote 3                                               | Pote 4                                                  |
| ---------------------------------------------------- | --------------------------------------------------------------------- | ---------------------------------------------------- | ------------------------------------------------------- |
| Brasil (Grupo A) México Nigéria França Japão Espanha | Argentina Estados Unidos Nova Zelândia Paraguai Equador Coreia do Sul | Itália Camarões Austrália Chile Canadá Países Baixos | Angola Haiti Hungria Senegal Ilhas Salomão Tadjiquistão |

## Fase de grupos
A tabela de jogos foi anunciada pela FIFA em 10 de julho, um dia antes do sorteio oficial.
|  | Equipes classificadas às oitavas de final               |
|  | Equipes classificadas como melhores terceiros colocados |
|  | Equipes eliminadas                                      |

Todas as partidas seguiram o fuso horário local (UTC−3).

### Grupo A
| Pos. | Seleção       | P | J | V | E | D | GP | GC | SG |
| ---- | ------------- | - | - | - | - | - | -- | -- | -- |
| 1    | Brasil        | 9 | 3 | 3 | 0 | 0 | 9  | 1  | +8 |
| 2    | Angola        | 6 | 3 | 2 | 0 | 1 | 4  | 4  | 0  |
| 3    | Nova Zelândia | 3 | 3 | 1 | 0 | 2 | 2  | 5  | –3 |
| 4    | Canadá        | 0 | 3 | 0 | 0 | 3 | 2  | 7  | –5 |

| 26 de outubro | Brasil                                              | 4 – 1     | Canadá           | Estádio Bezerrão, Gama                       |
| 17:00         | Peglow 17', 46' · Franklin 45+1' (g.c.) · Veron 56' | Relatório | Russell-Rowe 86' | Público: 11 468 Árbitro: SRB Srđan Jovanović |

| 26 de outubro | Nova Zelândia | 1 – 2     | Angola                    | Estádio Bezerrão, Gama            |
| 20:00         | Garbett 54'   | Relatório | Zini 6' · Bark 60' (g.c.) | Público: 553 Árbitro: CHN Ma Ning |

| 29 de outubro | Angola                 | 2 – 1     | Canadá           | Estádio Bezerrão, Gama                        |
| 17:00         | Zini 31' · David 90+4' | Relatório | Russell-Rowe 49' | Público: 1 232 Árbitro: URU Claudia Umpiérrez |

| 29 de outubro | Brasil                                          | 3 – 0     | Nova Zelândia | Estádio Bezerrão, Gama                     |
| 20:00         | Kaio Jorge 20' · Talles Magno 81' · Diego 90+1' | Relatório |               | Público: 14 158 Árbitro: GUA Mario Escobar |

| 1 de novembro | Canadá | 0 – 1     | Nova Zelândia | Estádio Bezerrão, Gama                          |
| 20:00         |        | Relatório | Garbett 27'   | Público: 1 154 Árbitro: PAR Mario Díaz de Vivar |

| 1 de novembro | Angola | 0 – 2     | Brasil                       | Estádio Olímpico, Goiânia                  |
| 20:00         |        | Relatório | Talles Magno 68' · Veron 77' | Público: 8 203 Árbitro: SWE Andreas Ekberg |

### Grupo B
| Pos. | Seleção   | P | J | V | E | D | GP | GC | SG |
| ---- | --------- | - | - | - | - | - | -- | -- | -- |
| 1    | Nigéria   | 6 | 3 | 2 | 0 | 1 | 8  | 6  | +2 |
| 2    | Equador   | 6 | 3 | 2 | 0 | 1 | 7  | 6  | +1 |
| 3    | Austrália | 4 | 3 | 1 | 1 | 1 | 5  | 5  | 0  |
| 4    | Hungria   | 1 | 3 | 0 | 1 | 2 | 6  | 9  | −3 |

| 26 de outubro | Nigéria                                           | 4 – 2     | Hungria                 | Estádio Olímpico, Goiânia            |
| 17:00         | Tijani 20' (pen), 85' · Ibrahim 79' · Adeniyi 81' | Relatório | Komáromi 3' · Major 28' | Público: 944 Árbitro: PER Diego Haro |

| 26 de outubro | Equador                       | 2 – 1     | Austrália | Estádio Olímpico, Goiânia                |
| 20:00         | Plúas 4' · Mlinaric 9' (g.c.) | Relatório | Botic 90' | Público: 337 Árbitro: SWE Andreas Ekberg |

| 29 de outubro | Nigéria           | 3 – 2     | Equador                            | Estádio Olímpico, Goiânia                 |
| 17:00         | Saïd 5', 85', 89' | Relatório | Jinadu 10' (g.c.) · Mina 56' (pen) | Público: 311 Árbitro: QAT Khamis Al-Marri |

| 29 de outubro | Austrália                   | 2 – 2     | Hungria                         | Estádio Olímpico, Goiânia                    |
| 20:00         | Botic 69' (pen) · Watts 74' | Relatório | Baráth 14' · Zuigeber 20' (pen) | Público: 233 Árbitro: EGY Omar Mohammed Amin |

| 1 de novembro | Austrália            | 2 – 1     | Nigéria     | Estádio Bezerrão, Gama                  |
| 17:00         | Botic 13', 54' (pen) | Relatório | Olawale 21' | Público: 851 Árbitro: ROU István Kovács |

| 1 de novembro | Hungria         | 2 – 3     | Equador                           | Estádio Olímpico, Goiânia         |
| 17:00         | Németh 50', 73' | Relatório | Vite 66' · Mercado 68' · Mina 86' | Público: 890 Árbitro: CHN Ma Ning |

### Grupo C
| Pos. | Seleção       | P | J | V | E | D | GP | GC | SG |
| ---- | ------------- | - | - | - | - | - | -- | -- | -- |
| 1    | França        | 9 | 3 | 3 | 0 | 0 | 7  | 1  | +6 |
| 2    | Coreia do Sul | 6 | 3 | 2 | 0 | 1 | 5  | 5  | 0  |
| 3    | Chile         | 3 | 3 | 1 | 0 | 2 | 5  | 6  | −1 |
| 4    | Haiti         | 0 | 3 | 0 | 0 | 3 | 3  | 8  | −5 |

| 27 de outubro | França                         | 2 – 0     | Chile | Estádio da Serrinha, Goiânia            |
| 17:00         | Agoumé 63' (pen) · Lihadji 64' | Relatório |       | Público: 1 469 Árbitro: SLV Iván Barton |

| 27 de outubro | Coreia do Sul                      | 2 – 1     | Haiti      | Estádio da Serrinha, Goiânia             |
| 20:00         | Eom Ji-sung 26' · Choi Min-seo 41' | Relatório | Sainte 88' | Público: 1 433 Árbitro: RSA Victor Gomes |

| 30 de outubro | Coreia do Sul      | 1 – 3     | França                                     | Estádio da Serrinha, Goiânia              |
| 17:00         | Jeong Sang-bin 89' | Relatório | Kalimuendo 17' · Pembele 42' · Lihadji 78' | Público: 696 Árbitro: MEX Adonai Escobedo |

| 30 de outubro | Chile                                                | 4 – 2     | Haiti                            | Estádio da Serrinha, Goiânia               |
| 20:00         | Rojas 11' · Ceneus 45' (g.c.) · Tapia 52' · Tati 89' | Relatório | Jeanty 37' (pen) · Jolicoeur 55' | Público: 759 Árbitro: LVA Andris Treimanis |

| 2 de novembro | Haiti | 0 – 2     | França                | Estádio da Serrinha, Goiânia             |
| 17:00         |       | Relatório | Rutter 78' (pen), 79' | Público: 1 016 Árbitro: NZL Nick Waldron |

| 2 de novembro | Chile    | 1 – 2     | Coreia do Sul                          | Estádio Kleber Andrade, Cariacica          |
| 17:00         | Oroz 41' | Relatório | Paik Sang-hoon 1' · Hong Sung-wook 30' | Público: 4 686 Árbitro: BUL Georgi Kabakov |

### Grupo D
| Pos. | Seleção        | P | J | V | E | D | GP | GC | SG |
| ---- | -------------- | - | - | - | - | - | -- | -- | -- |
| 1    | Japão          | 7 | 3 | 2 | 1 | 0 | 4  | 0  | +4 |
| 2    | Senegal        | 6 | 3 | 2 | 0 | 1 | 7  | 3  | +4 |
| 3    | Países Baixos  | 3 | 3 | 1 | 0 | 2 | 5  | 6  | −1 |
| 4    | Estados Unidos | 1 | 3 | 0 | 1 | 2 | 1  | 8  | −7 |

| 27 de outubro | Estados Unidos | 1 – 4     | Senegal                                            | Estádio Kleber Andrade, Cariacica         |
| 17:00         | Busio 3'       | Relatório | S. Faye 45+3' · Balde 72' · A. Faye 76' · Sarr 88' | Público: 4 266 Árbitro: ROU István Kovács |

| 27 de outubro | Japão                                    | 3 – 0     | Países Baixos | Estádio Kleber Andrade, Cariacica               |
| 20:00         | Wakatsuki 36', 69' · Nishikawa 77' (pen) | Relatório |               | Público: 5 125 Árbitro: PAR Mario Díaz de Vivar |

| 30 de outubro | Países Baixos | 1 – 3     | Senegal                           | Estádio Kleber Andrade, Cariacica        |
| 17:00         | Bannis 10'    | Relatório | Sarr 46', 87' (pen) · Balde 90+5' | Público: 2 492 Árbitro: COL Andrés Rojas |

| 30 de outubro | Estados Unidos | 0 – 0     | Japão | Estádio Kleber Andrade, Cariacica              |
| 20:00         |                | Relatório |       | Público: 3 878 Árbitro: ECU Guillermo Guerrero |

| 2 de novembro | Países Baixos                              | 4 – 0     | Estados Unidos | Estádio da Serrinha, Goiânia                   |
| 20:00         | Hansen 42', 51' · Taabouni 70' · Braaf 86' | Relatório |                | Público: 1 305 Árbitro: EGY Omar Mohammed Amin |

| 2 de novembro | Senegal | 0 – 1     | Japão         | Estádio Kleber Andrade, Cariacica             |
| 20:00         |         | Relatório | Nishikawa 83' | Público: 5 984 Árbitro: URU Claudia Umpiérrez |

### Grupo E
| Pos. | Seleção      | P | J | V | E | D | GP | GC | SG |
| ---- | ------------ | - | - | - | - | - | -- | -- | -- |
| 1    | Espanha      | 7 | 3 | 2 | 1 | 0 | 7  | 1  | +6 |
| 2    | Argentina    | 7 | 3 | 2 | 1 | 0 | 6  | 2  | +4 |
| 3    | Tadjiquistão | 3 | 3 | 1 | 0 | 2 | 3  | 8  | −5 |
| 4    | Camarões     | 0 | 3 | 0 | 0 | 3 | 1  | 6  | −5 |

| 28 de outubro | Espanha | 0 – 0     | Argentina | Estádio Kleber Andrade, Cariacica       |
| 17:00         |         | Relatório |           | Público: 6 845 Árbitro: AUS Chris Beath |

| 28 de outubro | Tadjiquistão       | 1 – 0     | Camarões | Estádio Kleber Andrade, Cariacica        |
| 20:00         | Rahmatov 51' (pen) | Relatório |          | Público: 5 934 Árbitro: NZL Nick Waldron |

| 31 de outubro | Espanha                                                    | 5 – 1     | Tadjiquistão        | Estádio Kleber Andrade, Cariacica       |
| 17:00         | Valera 4' · Navarro 20', 64' · Moreno 35' · Larrubia 45+1' | Relatório | Carrillo 37' (g.c.) | Público: 1 589 Árbitro: SLV Iván Barton |

| 31 de outubro | Camarões | 1 – 3     | Argentina                                | Estádio Kleber Andrade, Cariacica           |
| 20:00         | Bere 10' | Relatório | Flores 58' · Krilanovich 63' · Godoy 88' | Público: 3 521 Árbitro: SRB Srđan Jovanović |

| 3 de novembro | Camarões | 0 – 2     | Espanha                 | Estádio Bezerrão, Gama                      |
| 17:00         |          | Relatório | Escobar 21' · Ilaix 42' | Público: 1 415 Árbitro: MEX Adonai Escobedo |

| 3 de novembro | Argentina                   | 3 – 1     | Tadjiquistão     | Estádio Kleber Andrade, Cariacica          |
| 17:00         | Orozco 38', 78' · Godoy 89' | Relatório | Soirov 81' (pen) | Público: 3 419 Árbitro: MAR Redouane Jiyed |

### Grupo F
| Pos. | Seleção       | P | J | V | E | D | GP | GC | SG  |
| ---- | ------------- | - | - | - | - | - | -- | -- | --- |
| 1    | Paraguai      | 7 | 3 | 2 | 1 | 0 | 9  | 1  | +8  |
| 2    | Itália        | 6 | 3 | 2 | 0 | 1 | 8  | 3  | +5  |
| 3    | México        | 4 | 3 | 1 | 1 | 1 | 9  | 2  | +7  |
| 4    | Ilhas Salomão | 0 | 3 | 0 | 0 | 3 | 0  | 20 | −20 |

| 28 de outubro | Ilhas Salomão | 0 – 5     | Itália                                                 | Estádio Bezerrão, Gama                   |
| 17:00         |               | Relatório | Gnonto 24', 34' · Cudrig 29' · Tongya 75' · Capone 81' | Público: 859 Árbitro: MAR Redouane Jiyed |

| 28 de outubro | Paraguai | 0 – 0     | México | Estádio Bezerrão, Gama                   |
| 20:00         |          | Relatório |        | Público: 710 Árbitro: BUL Georgi Kabakov |

| 31 de outubro | Ilhas Salomão | 0 – 7     | Paraguai                                                                                  | Estádio Bezerrão, Gama                 |
| 17:00         |               | Relatório | Noguera 3' · Segovia 43' · Torres 65', 89' · Presentado 68' · Barrios 78' · D. Duarte 88' | Público: 571 Árbitro: RSA Victor Gomes |

| 31 de outubro | México        | 1 – 2     | Itália                    | Estádio Bezerrão, Gama                 |
| 20:00         | Álvarez 90+2' | Relatório | Gnonto 74' · Udogie 90+4' | Público: 1 611 Árbitro: PER Diego Haro |

| 3 de novembro | Itália    | 1 – 2     | Paraguai                     | Estádio Bezerrão, Gama                    |
| 20:00         | Pirola 3' | Relatório | D. Duarte 37' · Quiñónez 52' | Público: 824 Árbitro: QAT Khamis Al-Marri |

| 3 de novembro | México                                                                       | 8 – 0     | Ilhas Salomão | Estádio Kleber Andrade, Cariacica        |
| 20:00         | Álvarez 2', 63' · A. Gómez 33', 80' · Puente 44' · Luna 58', 90' · Ávila 72' | Relatório |               | Público: 1 916 Árbitro: COL Andrés Rojas |

### Melhores terceiros classificados
As melhores quatro seleções terceiro colocadas nos grupos também avançam para as oitavas de final.
| Pos. | Seleção       | P | J | V | E | D | GP | GC | SG | Grupo |
| ---- | ------------- | - | - | - | - | - | -- | -- | -- | ----- |
| 1    | México        | 4 | 3 | 1 | 1 | 1 | 9  | 2  | +7 | F     |
| 2    | Austrália     | 4 | 3 | 1 | 1 | 1 | 5  | 5  | 0  | B     |
| 3    | Chile         | 3 | 3 | 1 | 0 | 2 | 5  | 6  | −1 | C     |
| 4    | Países Baixos | 3 | 3 | 1 | 0 | 2 | 5  | 6  | −1 | D     |
| 5    | Nova Zelândia | 3 | 3 | 1 | 0 | 2 | 2  | 5  | –3 | A     |
| 6    | Tadjiquistão  | 3 | 3 | 1 | 0 | 2 | 3  | 8  | −5 | E     |

## Fase final

### Esquema
|  | Oitavas de final                   | Oitavas de final                    |                                     |       | Quartas de final | Quartas de final |                       |                       | Semifinais | Semifinais |  |  | Final | Final |
|  |                                    |                                     |                                     |       |                  |                  |                       |                       |            |            |  |  |       |       |
|  | 5 de novembro – Goiânia (Olímpico) |                                     |                                     |       |                  |                  |                       |                       |            |            |  |  |       |       |
|  |                                    |                                     |                                     |       |                  |                  |                       |                       |            |            |  |  |       |       |
|  | Angola                             | 0                                   |                                     |       |                  |                  |                       |                       |            |            |  |  |       |       |
|  | Angola                             | 0                                   | 10 de novembro – Cariacica          |       |                  |                  |                       |                       |            |            |  |  |       |       |
|  | Coreia do Sul                      | 1                                   |                                     |       |                  |                  |                       |                       |            |            |  |  |       |       |
|  | Coreia do Sul                      | 1                                   | Coreia do Sul                       | 0     |                  |                  |                       |                       |            |            |  |  |       |       |
|  | 6 de novembro – Gama               |                                     | Coreia do Sul                       | 0     |                  |                  |                       |                       |            |            |  |  |       |       |
|  |                                    | México                              | 1                                   |       |                  |                  |                       |                       |            |            |  |  |       |       |
|  | Japão                              | México                              | 1                                   | 0     |                  |                  |                       |                       |            |            |  |  |       |       |
|  | Japão                              |                                     | 14 de novembro – Gama               | 0     |                  |                  |                       |                       |            |            |  |  |       |       |
|  | México                             | 2                                   |                                     |       |                  |                  |                       |                       |            |            |  |  |       |       |
|  | México                             | 2                                   | México (pen)                        | 1 (4) |                  |                  |                       |                       |            |            |  |  |       |       |
|  | 5 de novembro – Goiânia (Olímpico) |                                     | México (pen)                        | 1 (4) |                  |                  |                       |                       |            |            |  |  |       |       |
|  |                                    | Países Baixos                       | 1 (3)                               |       |                  |                  |                       |                       |            |            |  |  |       |       |
|  | Nigéria                            | Países Baixos                       | 1 (3)                               | 1     |                  |                  |                       |                       |            |            |  |  |       |       |
|  | Nigéria                            | 10 de novembro – Cariacica          |                                     | 1     |                  |                  |                       |                       |            |            |  |  |       |       |
|  | Países Baixos                      | 3                                   |                                     |       |                  |                  |                       |                       |            |            |  |  |       |       |
|  | Países Baixos                      | 3                                   | Países Baixos                       | 4     |                  |                  |                       |                       |            |            |  |  |       |       |
|  | 7 de novembro – Cariacica          |                                     | Países Baixos                       | 4     |                  |                  |                       |                       |            |            |  |  |       |       |
|  |                                    | Paraguai                            | 1                                   |       |                  |                  |                       |                       |            |            |  |  |       |       |
|  | Paraguai                           | Paraguai                            | 1                                   | 3     |                  |                  |                       |                       |            |            |  |  |       |       |
|  | Paraguai                           |                                     | 17 de novembro – Gama               | 3     |                  |                  |                       |                       |            |            |  |  |       |       |
|  | Argentina                          | 2                                   |                                     |       |                  |                  |                       |                       |            |            |  |  |       |       |
|  | Argentina                          | 2                                   | México                              | 1     |                  |                  |                       |                       |            |            |  |  |       |       |
|  | 6 de novembro – Goiânia (Serrinha) |                                     | México                              | 1     |                  |                  |                       |                       |            |            |  |  |       |       |
|  |                                    | Brasil                              | 2                                   |       |                  |                  |                       |                       |            |            |  |  |       |       |
|  | Espanha                            | Brasil                              | 2                                   | 2     |                  |                  |                       |                       |            |            |  |  |       |       |
|  | Espanha                            | 11 de novembro – Goiânia (Olímpico) |                                     | 2     |                  |                  |                       |                       |            |            |  |  |       |       |
|  | Senegal                            | 1                                   |                                     |       |                  |                  |                       |                       |            |            |  |  |       |       |
|  | Senegal                            | 1                                   | Espanha                             | 1     |                  |                  |                       |                       |            |            |  |  |       |       |
|  | 6 de novembro – Goiânia (Serrinha) |                                     | Espanha                             | 1     |                  |                  |                       |                       |            |            |  |  |       |       |
|  |                                    | França                              | 6                                   |       |                  |                  |                       |                       |            |            |  |  |       |       |
|  | França                             | França                              | 6                                   | 4     |                  |                  |                       |                       |            |            |  |  |       |       |
|  | França                             |                                     | 14 de novembro – Gama               | 4     |                  |                  |                       |                       |            |            |  |  |       |       |
|  | Austrália                          | 0                                   |                                     |       |                  |                  |                       |                       |            |            |  |  |       |       |
|  | Austrália                          | 0                                   | França                              | 2     |                  |                  |                       |                       |            |            |  |  |       |       |
|  | 7 de novembro – Cariacica          |                                     | França                              | 2     |                  |                  |                       |                       |            |            |  |  |       |       |
|  |                                    | Brasil                              | 3                                   |       | Terceiro lugar   | Terceiro lugar   |                       |                       |            |            |  |  |       |       |
|  | Equador                            | Brasil                              | 3                                   | 0     | Terceiro lugar   | Terceiro lugar   |                       |                       |            |            |  |  |       |       |
|  | Equador                            | 11 de novembro – Goiânia (Olímpico) | 11 de novembro – Goiânia (Olímpico) | 0     |                  |                  | 17 de novembro – Gama | 17 de novembro – Gama |            |            |  |  |       |       |
|  | Itália                             | 11 de novembro – Goiânia (Olímpico) | 11 de novembro – Goiânia (Olímpico) | 1     |                  |                  | 17 de novembro – Gama | 17 de novembro – Gama |            |            |  |  |       |       |
|  | Itália                             | Itália                              | 0                                   | 1     | Países Baixos    | 1                |                       |                       |            |            |  |  |       |       |
|  | 6 de novembro – Gama               | Itália                              | 0                                   |       | Países Baixos    | 1                |                       |                       |            |            |  |  |       |       |
|  |                                    | Brasil                              | 2                                   |       | França           | 3                |                       |                       |            |            |  |  |       |       |
|  | Brasil                             | Brasil                              | 2                                   | 3     | França           | 3                |                       |                       |            |            |  |  |       |       |
|  | Brasil                             |                                     |                                     | 3     |                  |                  |                       |                       |            |            |  |  |       |       |
|  | Chile                              | 2                                   |                                     |       |                  |                  |                       |                       |            |            |  |  |       |       |
|  | Chile                              | 2                                   |                                     |       |                  |                  |                       |                       |            |            |  |  |       |       |

### Oitavas de final
| 5 de novembro | Angola | 0 – 1     | Coreia do Sul    | Estádio Olímpico, Goiânia                 |
| 16:30         |        | Relatório | Choi Min-seo 33' | Público: 390 Árbitro: SRB Srđan Jovanović |

| 5 de novembro | Nigéria      | 1 – 3     | Países Baixos             | Estádio Olímpico, Goiânia               |
| 20:00         | Olusegun 12' | Relatório | Hansen 4', 15', 80' (pen) | Público: 664 Árbitro: GUA Mario Escobar |

| 6 de novembro | Espanha                  | 2 – 1     | Senegal     | Estádio da Serrinha, Goiânia                 |
| 16:30         | Navarro 27' · Valera 59' | Relatório | S. Faye 85' | Público: 483 Árbitro: ECU Guillermo Guerrero |

| 6 de novembro | Japão | 0 – 2     | México                  | Estádio Bezerrão, Gama                       |
| 16:30         |       | Relatório | Pizzuto 57' · Muñóz 74' | Público: 545 Árbitro: EGY Omar Mohammed Amin |

| 6 de novembro | Brasil                                 | 3 – 2     | Chile         | Estádio Bezerrão, Gama                        |
| 20:00         | Kaio Jorge 8', 45+2' (pen) · Diego 65' | Relatório | Cruz 25', 41' | Público: 12 534 Árbitro: LVA Andris Treimanis |

| 6 de novembro | França                          | 4 – 0     | Austrália | Estádio da Serrinha, Goiânia                |
| 20:00         | Mbuku 6', 74', 82' · Millot 87' | Relatório |           | Público: 814 Árbitro: URU Claudia Umpiérrez |

| 7 de novembro | Equador | 0 – 1     | Itália        | Estádio Kleber Andrade, Cariacica       |
| 16:30         |         | Relatório | Oristanio 76' | Público: 2 014 Árbitro: AUS Chris Beath |

| 7 de novembro | Paraguai                                     | 3 – 2     | Argentina                | Estádio Kleber Andrade, Cariacica          |
| 20:00         | Cano 58' (g.c.) · Torres 73' · D. Duarte 86' | Relatório | Zeballos 27' · Godoy 42' | Público: 3 957 Árbitro: BUL Georgi Kabakov |

### Quartas de final
| 10 de novembro | Países Baixos                                    | 4 – 1     | Paraguai        | Estádio Kleber Andrade, Cariacica           |
| 16:30          | Hoever 30' · Hansen 40' · Braaf 78' · Ünüvar 86' | Relatório | D. Duarte 45+1' | Público: 5 882 Árbitro: QAT Khamis Al-Marri |

| 10 de novembro | Coreia do Sul | 0 – 1     | México    | Estádio Kleber Andrade, Cariacica      |
| 20:00          |               | Relatório | Ávila 77' | Público: 5 087 Árbitro: PER Diego Haro |

| 11 de novembro | Espanha   | 1 – 6     | França                                                                             | Estádio Olímpico, Goiânia                 |
| 16:30          | Valera 9' | Relatório | Kouassi 21' · Mbuku 36' · Lihadji 46' · Pembele 54' · Rutter 59' · Aouchiche 90+3' | Público: 1 049 Árbitro: ROU István Kovács |

| 11 de novembro | Itália | 0 – 2     | Brasil                  | Estádio Olímpico, Goiânia                   |
| 20:00          |        | Relatório | Patryck 6' · Peglow 40' | Público: 8 743 Árbitro: MEX Adonai Escobedo |

### Semifinais
| 14 de novembro | México      | 1 – 1     | Países Baixos | Estádio Bezerrão, Gama                         |
| 16:30          | Álvarez 79' | Relatório | Regeer 74'    | Público: 1 122 Árbitro: ECU Guillermo Guerrero |

|                                                |       | Penalidades                                 |  |
| Álvarez Muñoz A. Gómez Pizzuto J. Gómez Guzmán | 4 – 3 | Maatsen Ünüvar Taabouni Braaf Hansen Regeer |  |

| 14 de novembro | França                    | 2 – 3     | Brasil                                  | Estádio Bezerrão, Gama                   |
| 20:00          | Kalimuendo 7' · Mbuku 13' | Relatório | Kaio Jorge 62' · Veron 76' · Lázaro 89' | Público: 13 587 Árbitro: SLV Iván Barton |

### Disputa pelo terceiro lugar
| 17 de novembro | Países Baixos | 1 – 3     | França                   | Estádio Bezerrão, Gama                     |
| 15:00          | Taabouni 15'  | Relatório | Kalimuendo 22', 54', 62' | Público: 1 232 Árbitro: SWE Andreas Ekberg |

### Final
| 17 de novembro | México       | 1 – 2     | Brasil                              | Estádio Bezerrão, Gama                        |
| 19:00          | González 66' | Relatório | Kaio Jorge 84' (pen) · Lázaro 90+3' | Público: 13 843 Árbitro: LVA Andris Treimanis |

## Premiação
| Copa do Mundo FIFA Sub-17 de 2019 |
| Brasil                            |
| --------------------------------- |
| BRASIL Campeão (4º título)        |

Os seguintes prêmios individuais foram atribuídos após a conclusão do torneio. Com exceção do Troféu FIFA Fair Play, todos são patrocinados pela Adidas:
| Chuteira de Ouro      | Chuteira de Prata   | Chuteira de Bronze  |
| --------------------- | ------------------- | ------------------- |
| NED Sontje Hansen     | FRA Nathanaël Mbuku | BRA Kaio Jorge      |
| Bola de Ouro          | Bola de Prata       | Bola de Bronze      |
| BRA Gabriel Veron     | FRA Adil Aouchiche  | MEX Eugenio Pizzuto |
| Luva de Ouro          |                     |                     |
| BRA Matheus Donelli   |                     |                     |
| Troféu FIFA Fair Play |                     |                     |
| Equador               |                     |                     |

## Artilharia
6 gols (1)
- NED Sontje Hansen

5 gols (3)
- BRA Kaio Jorge
- FRA Arnaud Kalimeundo-Muinga
- FRA Nathanaël Mbuku

4 gols (3)
- AUS Noah Botic
- MEX Efraín Álvarez
- PAR Diego Duarte

3 gols (11)
- ARG Matías Godoy
- BRA Peglow
- BRA Veron
- ESP Germán Valera
- ESP Roberto Navarro
- FRA Georginio Rutter
- FRA Isaac Lihadji
- ITA Degnand Gnonto
- NGA Ibrahim Saïd
- PAR Diego Torres
- SEN Pape Sarr

2 gols (22)
- ANG Zini
- ARG Franco Orozco
- BRA Diego
- BRA Lázaro
- BRA Talles Magno
- CAN Jacen Russell-Rowe
- CHI Joan Cruz
- ECU Johan Mina
- FRA Timothée Pembele
- HUN Andras Németh
- JPN Jun Nishikawa
- JPN Yamato Wakatsuki
- KOR Choi Min-seo
- MEX Alejandro Gómez
- MEX Ali Ávila
- MEX Israel Luna
- NED Jayden Braaf
- NED Mohamed Taabouni
- NGA Samson Tijani
- NZL Matthew Garbett
- SEN Aliou Balde
- SEN Souleymane Faye

1 gol (60)
- ANG David
- ARG Alexis Flores
- ARG Exequiel Zeballos
- ARG Juan Pablo Krilanovich
- AUS Caleb Watts
- BRA Patryck
- CHI Alexander Oroz
- CHI David Tati
- CHI Gonzalo Tapia
- CHI Luis Rojas
- CMR François Bere
- ECU Erick Plúas
- ECU John Mercado
- ECU Pedro Vite
- ESP David Larrubia
- ESP Jordi Escobar
- ESP Moriba Ilaix
- ESP Pablo Moreno
- FRA Adil Aouchiche
- FRA Enzo Millot
- FRA Lucien Agoumé
- FRA Tanguy Kouassi
- HAI Carl Sainte
- HAI Kervens Jolicoeur
- HAI Samuel Jeanty
- HUN Akos Zuigeber
- HUN György Komáromi
- HUN Peter Baráth
- HUN Sámuel Major
- ITA Andrea Capone
- ITA Destiny Udogie Iyenoma
- ITA Franco Tongya
- ITA Gaetano Oristanio
- ITA Lorenzo Pirola
- ITA Nicolò Cudrig
- KOR Eom Ji-sung
- KOR Hong Sung-wook
- KOR Jeong Sang-bin
- KOR Paik Sang-hoon
- MEX Bryan González
- MEX Eugenio Pizzuto
- MEX Luis Puente
- MEX Santiago Muñóz
- NED Ki-Jana Hoever
- NED Naci Ünüvar
- NED Naoufal Bannis
- NED Youri Regeer
- NGA Olakunle Olusegun
- NGA Oluwatimilehin Adeniyi
- NGA Peter Olawale
- NGA Usman Ibrahim
- PAR Fabio Barrios
- PAR Fernando Presentado
- PAR Junior Noguera
- PAR Júnior Quiñónez
- PAR Matías Segovia
- SEN Amete Faye
- TJK Rustam Soirov
- TJK Sharifbek Rahmatov
- USA Gianluca Busio

Gols contra (7)
- ARG Lautaro Cano (a favor do Paraguai)
- AUS Anton Mlinaric (a favor do Equador)
- CAN Kobe Franklin (a favor do Brasil)
- ESP Álvaro Carrillo (a favor do Tajiquistão)
- HAI Woodbens Ceneus (a favor do Chile)
- NGA Daniel Jinadu (a favor do Equador)
- NZL Harry Bark (a favor de Angola)